# Постоленко Олександр Миколайович
Олександр Миколайович Постоленко (нар. 12 червня 1960, Кіровоградська область, Українська РСР, СРСР) — український комік, актор, учасник комік-трупи «Маски».

## Життєпис
Олександр Постоленко народився 12 червня 1960 року в Кіровоградській області. У дитинстві з батьками переїхав в Одесу.
Закінчив архітектурний факультет Одеського будівельного інституту.
У кінематографі дебютував у стрічці режисера Бориса Небієрідзе «Дискжокей», знятому в 1987 році на київській Кіностудії імені Довженка.
З 1992 по 2006 рік Олександр Постоленко знімався в комедійному серіалі «Маски-шоу».
Нині Олександр Постоленко — актор Театру «Дім клоунів» в Одесі.

## Маски
З 1984 року, моменту заснування одеської комік-трупи «Маски», є її учасником поряд з іншими старожилами Георгієм Делієвим та Борисом Барським.
Олександр Постоленко («Пістон») у «Масках» — образ підозрілого, настороженого дідуся, який пильно стежить, щоб кому-небудь поруч не стало краще, ніж усім іншим, та через свою підозрілість і настороженість потрапляє в різні безглузді ситуації.

## Захоплення
Олександр Постоленко займається художньою фотографією.

## Особисте життя
Був одружений з акторкою Наталею Бузько.

## Фільмографія
| Рік       |   | Українська назва                                  | Оригінальна назва                                   | Роль                              |
| --------- | - | ------------------------------------------------- | --------------------------------------------------- | --------------------------------- |
| 2019      | ф | Одеський підкидько                                | Одесский подкидыш                                   |                                   |
| 2014      | с | Син за батька                                     | Сын за отца                                         | Борис Михайлович, лікар-гінеколог |
| 2014      | с | Пляж                                              | Пляж                                                | Воронько                          |
| 2012      | ф | Чай з бергамотом                                  | Чай с бергамотом                                    | тамада                            |
| 2012      | с | Особисте життя слідчого Савельєва                 | Личная жизнь следователя Савельева                  | «Голова»                          |
| 2007      | ф | Блудний син, блудна мати                          | Блудный сын, блудная мать                           | головна роль                      |
| 2006      | ф | Два в одному                                      | Два в одном                                         | епізодична роль                   |
| 2006      | ф | Моя дружина хвора на шизофренію                   | Моя жена больна шизофренией                         |                                   |
| 2003      | с | Маски: Гра в класики. Дон Жуан. Ромео і Джульєтта | Маски: Игра в классики. Дон Жуан. Ромео и Джульетта | «Пістон»                          |
| 1994      | ф | Мсьє Робіна                                       | Мсье Робина                                         | Леонід Утьосов                    |
| 1992—2006 | с | «Маски-шоу»                                       | Маски-шоу                                           | «Пістон»                          |
| 1991      | ф | Сім днів з російською красунею                    | Семь дней с русской красавицей                      | Перець                            |
| 1989      | ф | Астенічний синдром                                | Астенический синдром                                | епізодична роль                   |
| 1987      | ф | Дискжокей                                         | Дискжокей                                           | епізодична роль                   |